# آلية كوزاي
في الميكانيكا السماوية، آلية كوزاي، أو آلية ليدوف-كوزاي، هي اضطراب في مدار الأقمار أو جرم فلكي أخر بفعل جاذبية جرم فلكي أكبر يدور في مدار أبعد، مما يتسبب في ترجح (تذبذب حول قيمة ثابتة) حجة القبوة الحضيضية المدارية. وأثناء ترجح مدار القمر هناك تبادل دوري بين ميله وانحرافه المداري.
وصف هذا التأثير في عام 1961 من قبل السوفياتي مايكل ليدوف (الروسية: Михаил Львович Лидов) المتخصص في علم القوى المحركة الفضائية أثناء تحليل مدارات الأقمار الطبيعية للكواكب،وقد ذكر ليدوف هذه النتيجة في مؤتمر المواضيع العامة والعملية لعلم الفلك النظري الذي عقد في موسكو في الفترة من 20 إلى 25 تشرين الثاني / نوفمبر 1961. وكان من بين المشاركين في ذلك المؤتمر عالم الفلك الياباني يوشيهيد كوزاي (古 在 由 秀) الذي سرعان ما نشر النتيجة نفسها، في تطبيق على مدارات الكويكبات.
ومنذ ذلك الحين، وجد أن هذا التأثير يشكل عاملا هاما في تشكيل مدارات الأقمار غير النظامية للكواكب ومدارات الأجرام الوراء نبتونيّة ، وعدد قليل من الكواكب خارج المجموعة الشمسية ونظم النجوم المتعددة.